# Pterygogramma tingoorae
Pterygogramma tingoorae är en stekelart som beskrevs av Girault 1929. Pterygogramma tingoorae ingår i släktet Pterygogramma och familjen hårstrimsteklar. Inga underarter finns listade i Catalogue of Life.